# 希什基夫齊 (利維夫州)
49°53′25″N 25°15′24″E / 49.89028°N 25.25667°E
什什基夫齊（烏克蘭語：Шишківці），是烏克蘭西部的村莊，隸屬利維夫州的佐洛奇夫區。該村面積0.9平方公里，海拔高度341米，2001年人口300，人口密度每平方公里332.23人。